# Poszukiwanie złóż
Poszukiwanie złóż – wykonywanie prac geologicznych w celu ustalenia i wstępnego udokumentowania złoża kopaliny albo złoża wód podziemnych. Definicję poszukiwania zawiera przepis art. 6 ust. 1 pkt 7 Prawa geologicznego i górniczego.
Celem poszukiwań złóż jest znalezienie miejsc występowania i zbadania złóż kopalin użytecznych, lub dokładniejsze zbadanie złóż odkrytych. W zależności od sposobu prowadzenia robót poszukiwawczych wyszczególnia się:
- poszukiwania geologiczne,
- poszukiwania geofizyczne,
- poszukiwania robotami górniczymi.

Prowadzenie poszukiwania surowców mineralnych w odpadach po robotach górniczych (hałdach) czy po procesach wzbogacania kopalin nie będzie mieścić się w ustawowej definicji poszukiwania złóż, bowiem takie nagromadzenie surowców ma charakter antropogeniczny i nie jest złożem kopaliny w rozumieniu PGG.
Pokrewnym pojęciem do poszukiwania złóż jest rozpoznawanie złoża.